# Comitato olimpico nazionale italiano
Il Comitato olimpico nazionale italiano o CONI è l'organismo di governo dello sport in Italia.
Nacque nel 1914 come organismo privato allo scopo di organizzare la presenza olimpica degli atleti italiani; successivamente, divenne l'organizzazione di raccordo di tutte le federazioni sportive nazionali, ruolo che ricopre tuttora sotto la veste giuridica di ente pubblico non economico sotto la vigilanza della presidenza del Consiglio dei ministri.
Nonostante la vigilanza governativa, il CONI non risponde in sede politica di questioni riguardanti l'ambito sportivo, in linea con le disposizioni del Comitato Olimpico Internazionale che obbliga i comitati dei Paesi membri all'indipendenza dal potere governativo.

## Storia

### La nascita
Il 16 giugno 1894 fu costituito il Comitato interministeriale dei Giochi Olimpici, poi diventato Comitato Olimpico Internazionale (CIO) e nel 1907 vi fu la costituzione del primo Comitato nazionale olimpico (CNO) in Italia, riconosciuto dal CIO l'anno seguente.
Il Comitato Olimpico Nazionale Italiano nacque nel 1914, come ente privato con lo scopo di organizzare, di volta in volta, la partecipazione di atleti italiani alle Olimpiadi. Primo presidente della storia del "Comitato Olimpico Nazionale Italiano" fu il marchese Carlo Compans de Brichanteau, deputato del Regno, che in precedenza era stato a capo dei Comitati temporanei organizzati rispettivamente per le Olimpiadi del 1908 e del 1912.

### Nel fascismo
Nello statuto del 1921 fu approvata la proposta di far funzionare il CONI in determinate circostanze come "Federazione delle Federazioni sportive". Tale innovazione fu portata a compimento nel 1927, quando il Comitato fu riconosciuto a tutti gli effetti come l'organo a capo dell'intera attività sportiva italiana.
Il fascismo puntò sullo sport per "l'elevazione fisica e morale degli italiani" e il movimento sportivo fu valorizzato e utilizzato anche per fini propagandistici. Lo stesso segretario del PNF Achille Starace fu contemporaneamente, dal 1933 al 1939, anche presidente del CONI. Il regime fascista, durante la presidenza di Raffaele Manganiello, con la legge 16/2/1942, n. 426, riconobbe il CONI come ente di diritto pubblico con personalità giuridica e con organi territoriali; da qui l'istituzione dei comitati provinciali e regionali. Tale inquadramento normativo è rimasto sostanzialmente invariato per oltre mezzo secolo.

### Il dopoguerra
Commissario straordinario del CONI fra il 1944 ed il 1946 fu nominato Giulio Onesti scelto dal governo Bonomi e confermato dal governo Parri.
Nominato per liquidare il CONI, anche con l'aiuto di Adriano Ossicini e di altri appassionati (Bruno Zauli, Mario Mazzuca, Bruno Fabjan, Mario Saini, Marcello Garroni, Luigi Chamblant, Sisto Favre e altri), Onesti riuscì ad evitarlo ed a rilanciare questo ente nell'Italia liberale e democratica. Portò gli uffici allo Stadio delle Terme di Caracalla. Nel novembre 1945, soppressi i contributi statali all'ente sportivo, ideò la gestione dei Concorsi pronostici sugli avvenimenti sportivi attraverso la SISAL, con l'introduzione del Concorso pronostici Totocalcio, passato nel 1948 alla gestione diretta del CONI. Nel 1965 Onesti ottiene dal Parlamento l'approvazione della legge per la ripartizione degli introiti del Totocalcio suddivisi al 50% fra CONI e Stato.
Onesti divenne presidente del CONI il 27 luglio 1946, con una nomina voluta dal presidente del Consiglio Alcide De Gasperi e convalidata il 10 agosto 1947 dal Consiglio Nazionale del CONI. Nel marzo 1951 Onesti trasferì la sede del CONI al palazzo H del Foro Italico.
Notevole il suo contributo per l'ampliamento della già esistente Biblioteca del CONI di Roma costituita nel 1940 da Bruno Zauli. Onesti si impegnò personalmente in una campagna di raccolta di documenti e libri sportivi a partire dal 1947 portando la Biblioteca a possedere la più ampia ed esaustiva raccolta, in Italia, specializzata nello sport e nell'educazione fisica, composta da circa 35.000 volumi, tra cui un fondo antico, oltre 2.000 testate di periodici, per metà italiani e per l'altra metà stranieri, e 39 quotidiani.
Durante la sua presidenza all'Italia furono assegnati dal Comitato olimpico internazionale i Giochi Olimpici Invernali di Cortina d'Ampezzo nel 1956 e i primi Giochi olimpici di Roma 1960. Nel 1966 nasce la Scuola centrale per i Maestri dello sport. Nel 1968 nascono i Giochi della Gioventù.
Onesti restò presidente fino al 1978, quando fu dichiarato ineleggibile da una nuova legge e fu sostituito da Franco Carraro, in quel momento presidente della FIGC. Nel 2003 viene fondata CONI Servizi, società controllata dal Ministero dell'Economia e delle Finanze, che svolgeva le sue attività prevalentemente a favore del CONI.
Con il decreto legislativo 23/07/1999, n. 242, cosiddetta “legge Melandri”, avente ad oggetto il riordino del CONI, poi con la legge 8/08/2002, n. 178, contenente una norma di riassetto del CONI e, poi ancora, con il decreto legislativo 8/01/2004, n. 15 (riforma "Pescante"), recante modifiche ed integrazioni del riordino attuato nel 1999, si è pervenuti all'attuale assetto istituzionale del Comitato. Nel 2015 partecipa alla costituzione dell'organismo indipendente antidoping NADO Italia. Nel 2019 CONI Servizi, ridenominata Sport e Salute, non svolge più attività prevalentemente a favore del CONI, bensì a favore dell'Autorità di Governo competente in materia di sport.

## Federazioni e discipline
Il CONI riconosce:
- 50 federazioni sportive[5]
- 13 discipline associate[6]
- 14 enti di promozione sportiva nazionali
- 19 associazioni benemerite

Lo sport per disabili è affidato al Comitato Italiano Paralimpico (CIP), da cui dipendono 20 Federazioni Sportive Paralimpiche.
Sono affiliate al CONI 95.000 società sportive che contano 11 milioni di tesserati.
Le 50 federazioni sportive nazionali riconosciute sono:
- Aero Club d'Italia
- Automobile Club d'Italia
- Federazione Arrampicata Sportiva Italiana
- Federazione Italiana di Atletica Leggera
- Federazione Italiana Badminton
- Federazione Italiana Baseball Softball
- Federazione Italiana Sport Biliardo e Bowling
- Federazione Italiana Bocce
- Federazione Italiana Giuoco Calcio
- Federazione Italiana Canoa Kayak
- Federazione Italiana Canottaggio
- Federazione Ciclistica Italiana
- Federazione Cricket Italiana
- Federazione Italiana Cronometristi
- Federazione Italiana Danza Sportiva e Sport Musicali
- Federazione italiana discipline armi sportive da caccia
- Federazione Italiana di American Football
- Federazione Ginnastica d'Italia
- Federazione Italiana Golf
- Federazione Italiana Giuoco Handball
- Federazione Italiana Hockey
- Federazione Italiana Judo Lotta Karate Arti Marziali
- Federazione Italiana Kickboxing, Muay Thai, Savate, Shoot Boxe, Sambo e MMA
- Federazione Medico Sportiva Italiana
- Federazione Motociclistica Italiana
- Federazione Italiana Motonautica
- Federazione Italiana Nuoto
- Federazione Italiana Pallacanestro
- Federazione Italiana Pallavolo
- Federazione Italiana Pentathlon Moderno
- Federazione Italiana Pesca Sportiva ed Attività Subacquee
- Federazione Italiana Pesistica
- Federazione Pugilistica Italiana
- Federazione Italiana Rugby
- Federazione Italiana Scherma
- Federazione Italiana Sport del Ghiaccio
- Federazione Italiana Sport Equestri
- Federazione italiana sport invernali
- Federazione Italiana Sport Rotellistici
- Federazione Italiana dello Sport Universitario
- Federazione Italiana Giuoco Squash
- Federazione Italiana Sci Nautico e Wakeboard
- Federazione Italiana Taekwondo
- Federazione Italiana Tennis e Padel
- Federazione Italiana Tennistavolo
- Unione Italiana Tiro a Segno
- Federazione Italiana Tiro a Volo
- Federazione Italiana Tiro con l'arco
- Federazione Italiana Triathlon
- Federazione Italiana Vela

## Organigramma
Gli organi di governo del CONI sono la Giunta il Consiglio nazionale.
Per il quadriennio 2025-2028 la giunta è composta da:
- Presidente: Luciano Buonfiglio
- Vicepresidente vicario: Diana Bianchedi
- Vicepresidente: Marco di Paola (FISE)
- Rappresentanti dei dirigenti: Tania Cagnotto, Giovanni Copioli (FMI), Francesco Ettorre (FIV), Laura Lunetta (FIDESM), Francesco Montini.
- Rappresentante degli atleti: Giampaolo Ricci, Valentina Rodini
- Rappresentante dei tecnici: Elisabet Spina
- Rappresentante Comitati Regionali: Marco Riva
- Rappresentante Delegati Provinciali: Domenico Ignozza
- Rappresentante degli Enti di Promozione Sportiva: Juri Morico
- Membri del CIO: Ivo Ferriani, Giovanni Malagò, Federica Pellegrini
- Segretario Generale: Carlo Mornati

## Società partecipate
- ConiNet S.p.A. - informatizzazione, e-learning
- Istituto per il credito sportivo S.p.A., tramite Sport e Salute S.p.A.

## Principi ispiratori
Il Coni prende di riferimento tre principi ispiratori:
- Partecipazione di tutte le componenti dello sport: tutti gli organi deliberativi sono composti da rappresentanti dei diversi soggetti che compongono l'ordinamento sportivo.
- Democrazia interna: rileva ai fini dell'elezione degli organi.
- Separazione tra funzioni di indirizzo politico e funzioni di gestione: la Giunta ed il Consiglio hanno funzioni di indirizzo politico; il Segretario generale ha funzioni di gestione.

## Componenti italiani del CIO
Il primo componente italiano del CIO fu il conte napoletano Mario Lucchesi-Palli, che partecipò al I congresso della Sorbona, venendo eletto all'assemblea, da cui, però, si dimise pochi mesi dopo. Suo successore fu un altro napoletano, il duca Riccardo Carafa d'Andria, anch'egli testimone della nascita del CIO e presente, in qualità di dirigente, alle prime olimpiadi del 1896 ad Atene.
Durante più di 110 anni sono stati molti gli italiani ad essersi susseguiti all'assemblea del CIO e ad essere stati attivi partecipi dell'evoluzione del movimento sportivo internazionale. Fra questi tocca in particolare citare Paolo Thaon di Revel, il quale si batté strenuamente - e con efficacia - per far assegnare all'Italia i giochi invernali del 1956 e quelli estivi del 1960.
Gli italiani che attualmente fanno parte dell'assemblea del CIO sono 3 e, precisamente, Giovanni Malagò, Ivo Ferriani e Federica Pellegrini. Sono invece Membri Onorari del CIO, Franco Carraro (membro CIO dal 1982), Mario Pescante (membro CIO dal 1994) e Manuela Di Centa.

## Loghi storici

Logo adottato fino al 2004: sopra al simbolo olimpico appare la Stella d'Italia
Logo adottato dal 2004 al 2014
Logo adottato dal 2014